# Karl Durspekt
Karl Franz Durspekt, né le 23 novembre 1913 et mort le 14 février 1978 à Vienne, est un joueur et entraîneur de football international autrichien.

## Biographie
Karl Durspekt fait ses débuts de footballeur à l'Admira Vienne, avec lequel il remporte le championnat et la Coupe d'Autriche. Il dispute également la Coupe Mitropa 1934, perdue en finale face aux Italiens de Bologna FC. Il est sélectionné à deux reprises en équipe nationale en 1935, face à la Tchécoslovaquie et à la Hongrie (il marque un but lors de ce dernier match).
En 1935, il émigre en France et évolue pendant trois saisons sous les couleurs du FC Rouen, 
dans la première année en D2 (12 buts dans 20 matchs) et de 1936 pour deux années en première division française. 
Forcé de rentrer dans son pays en 1938, comme nombre de footballeurs autrichiens en France, il retourne à l'Admira, qui évolue en Gauliga Ostmark, un des championnats régionaux créés par le Troisième Reich à la suite de l'Anschluss. Avec son club, il dispute notamment la finale du championnat allemand en 1939, perdue face à Schalke 04. Il évolue ensuite pour le Florisdorfer Athletic Club (FAC), puis le LSV Markersdorf an der Pielach, un club de la Luftwaffe, l'armée de l'air de l'Allemagne. Après-guerre, il retourne au FAC terminer sa carrière sportive.
Il se reconvertit alors comme entraîneur, et se lance dans une carrière internationale qui l'emmène notamment en Égypte, Grèce, Suède, Norvège et Suisse.